# Лајвенгуд (Аљаска)
Лајвенгуд (енгл. Livengood) насељено је место без административног статуса у америчкој савезној држави Аљаска.

## Демографија
По попису из 2010. године број становника је 13, што је 16 (-55,2%) становника мање него 2000. године.
| Група             | 2000.      | 2010.     |
| Белци             | 24 (82,8%) | 9 (69,2%) |
| Афроамериканци    | 0 (0,0%)   | 0 (0,0%)  |
| Азијати           | 1 (3,4%)   | 0 (0,0%)  |
| Хиспаноамериканци | 0 (0,0%)   | 0 (0,0%)  |
| Укупно            | 29         | 13        |